# ヴィルゲロット反応
ヴィルゲロット反応（ヴィルゲロットはんのう、Willgerodt reaction）は芳香族ケトンをカルボン酸アミドへと変換する化学反応である。
ヴィルゲロット転位とも呼ばれる。
1887年にコンラッド・ヴィルゲロットによって報告された。
フェニルアルキルケトンを多硫化アンモニウムと加熱すると、カルボニル基がアルキル基の末端まで移動して酸化され、カルボン酸アミドが得られる。
{\displaystyle {\rm {ArC(=O)(CH_{2})_{n}CH_{3}\longrightarrow Ar(CH_{2})_{n+1}C(=O)NH_{2}}}}
1923年にモルホリンと硫黄を多硫化アンモニウムの代わりに使用する変法が1923年にK. キンドラーによって報告された。
この場合生成物はモルホリンチオアミドとなる。
この反応はヴィルゲロット・キンドラー反応(Willgerodt-Kindler reaction)と呼ばれる。
他のアミンを使用しても同様の反応が起こる。
芳香族アルデヒドを使用した場合には、そのまま酸化されてチオアミドとなる。
このタイプの反応もヴィルゲロット・キンドラー反応に含む。
反応機構の詳細については良く分かっていない。